# Dirk Johannes van der Kooij

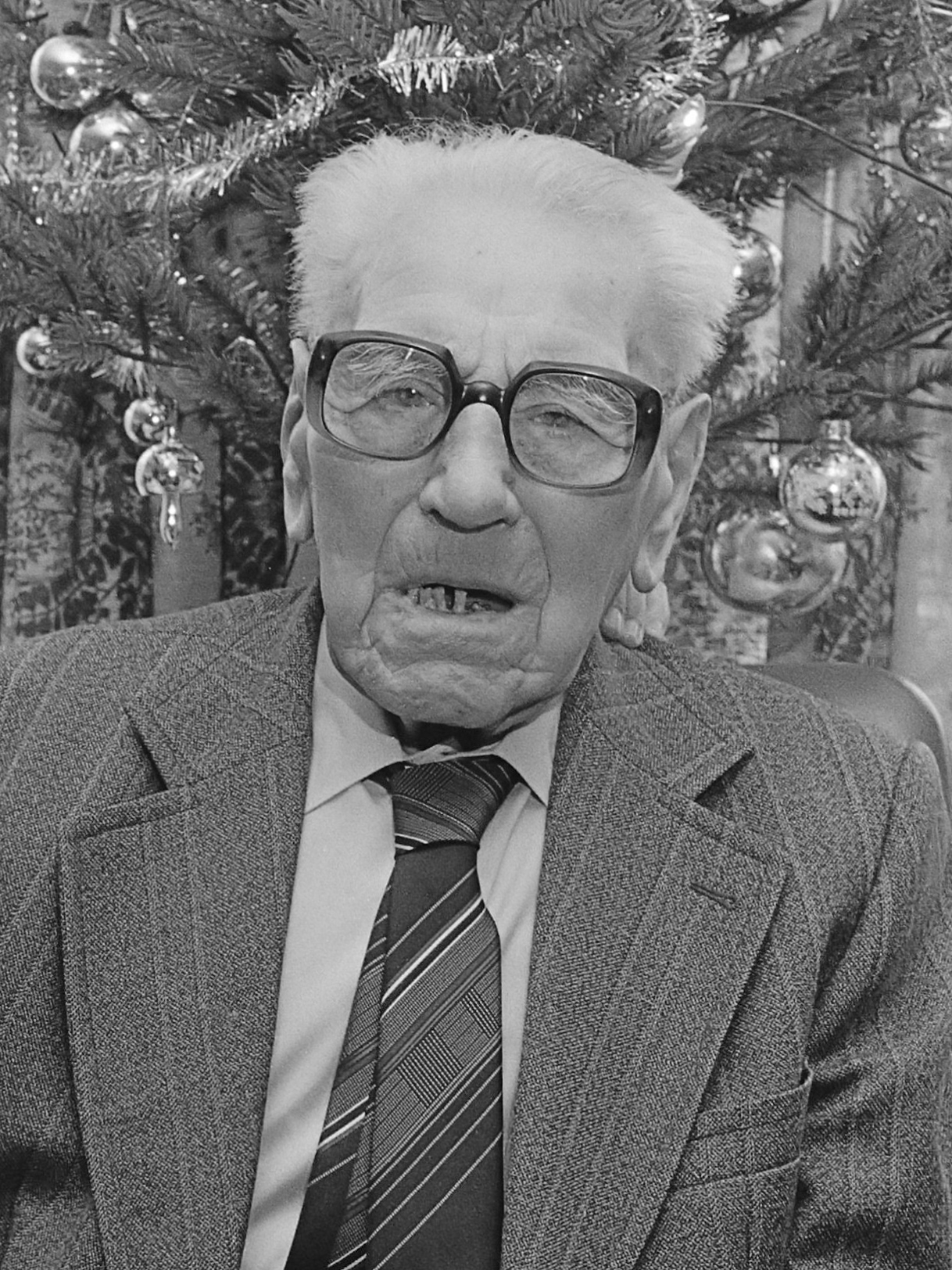
Dirk Johannes van der Kooij (1982)

Dirk Johannes van der Kooij (Pijnacker, 17 december 1875 – Rotterdam, 6 januari 1984) was vanaf 2 mei 1982 de oudste levende man van Nederland, na het overlijden van Jan Nijenhuis. Hij heeft deze titel 1 jaar en 249 dagen gedragen.
Van der Kooij overleed op de leeftijd van 108 jaar en 20 dagen. Zijn opvolger was Pieter Zaaijer.